# Tylas eduardi
Il vanga dalla testa nera (Tylas eduardi Hartlaub, 1862) è un uccello della famiglia Vangidae, endemico del Madagascar. È l'unica specie del genere Tylas.